# 배런 대 볼티모어 사건
배런 대 볼티모어 사건(Barron v. Baltimore)은 미국 연방대법원의 유명 판례이다. 최초로 수정헌법에 보장된 권리는 연방정부로부터만 보호받는 것이고 권리장전이 주정부에 적용될 수 없다고 보았다.